# Arthrostylidium banaoense
Arthrostylidium banaoense là một loài tre thuộc vùng Tân nhiệt đới có nguồn gốc từ Trung Mỹ, Tây Ấn, phía bắc Nam Mỹ, và phía nam Mexico.. Loài này được Catasús mô tả khoa học đầu tiên năm 1987.